# 1944 en Colombie-Britannique
Chronologie de la Colombie-Britannique
- 1940
- 1941
- 1942
- 1943
- 1944
- 1945
- 1946
- 1947
- 1948

Cette page concerne des événements qui se sont produits durant l'année 1944 dans la province canadienne de Colombie-Britannique.

## Politique
- Premier ministre : John Hart.
- Chef de l'Opposition : Harold Winch du Parti social démocratique du Canada
- Lieutenant-gouverneur : William Culham Woodward
- Législature :

## Événements

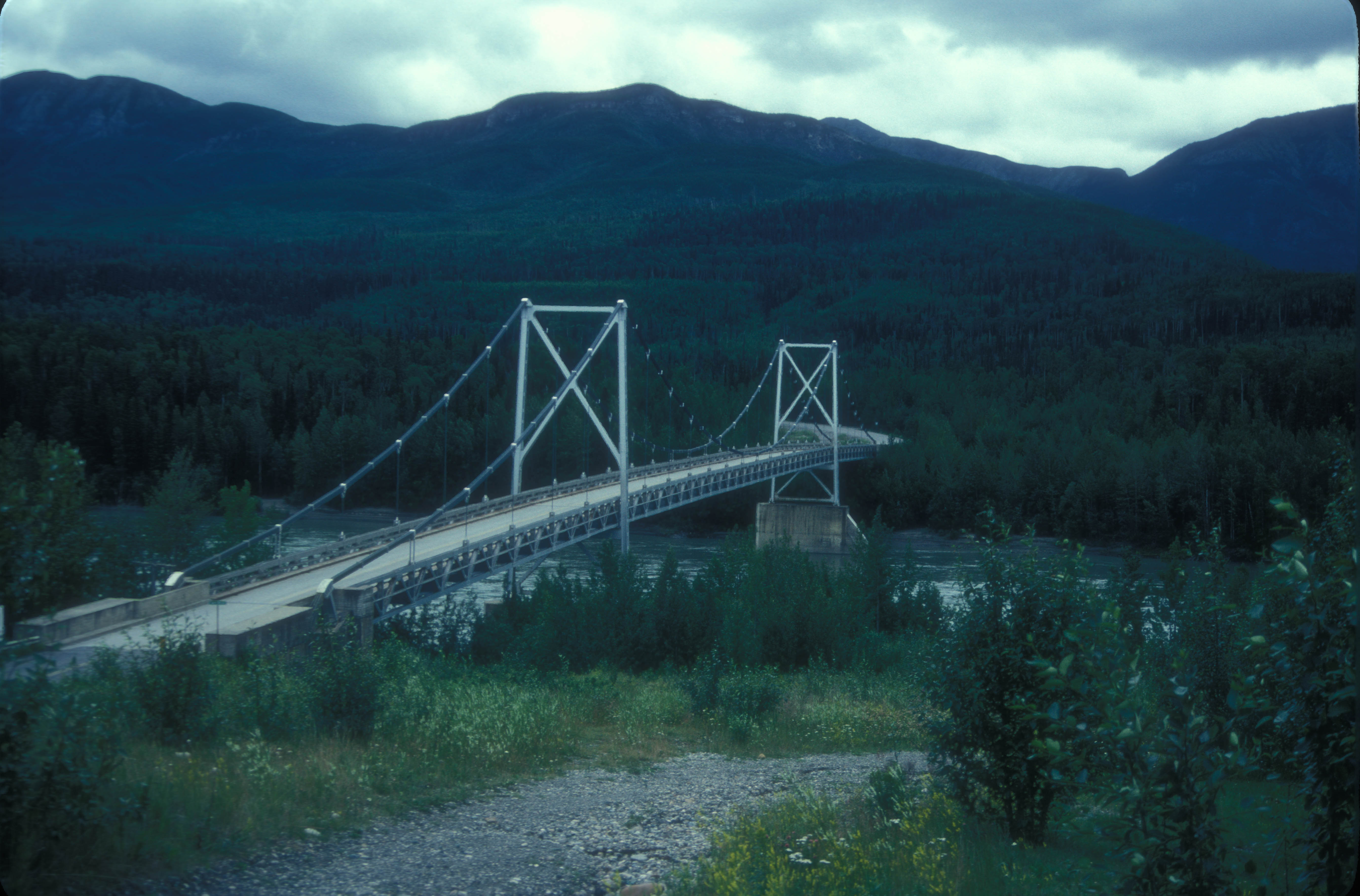
Liard river suspension bridge.

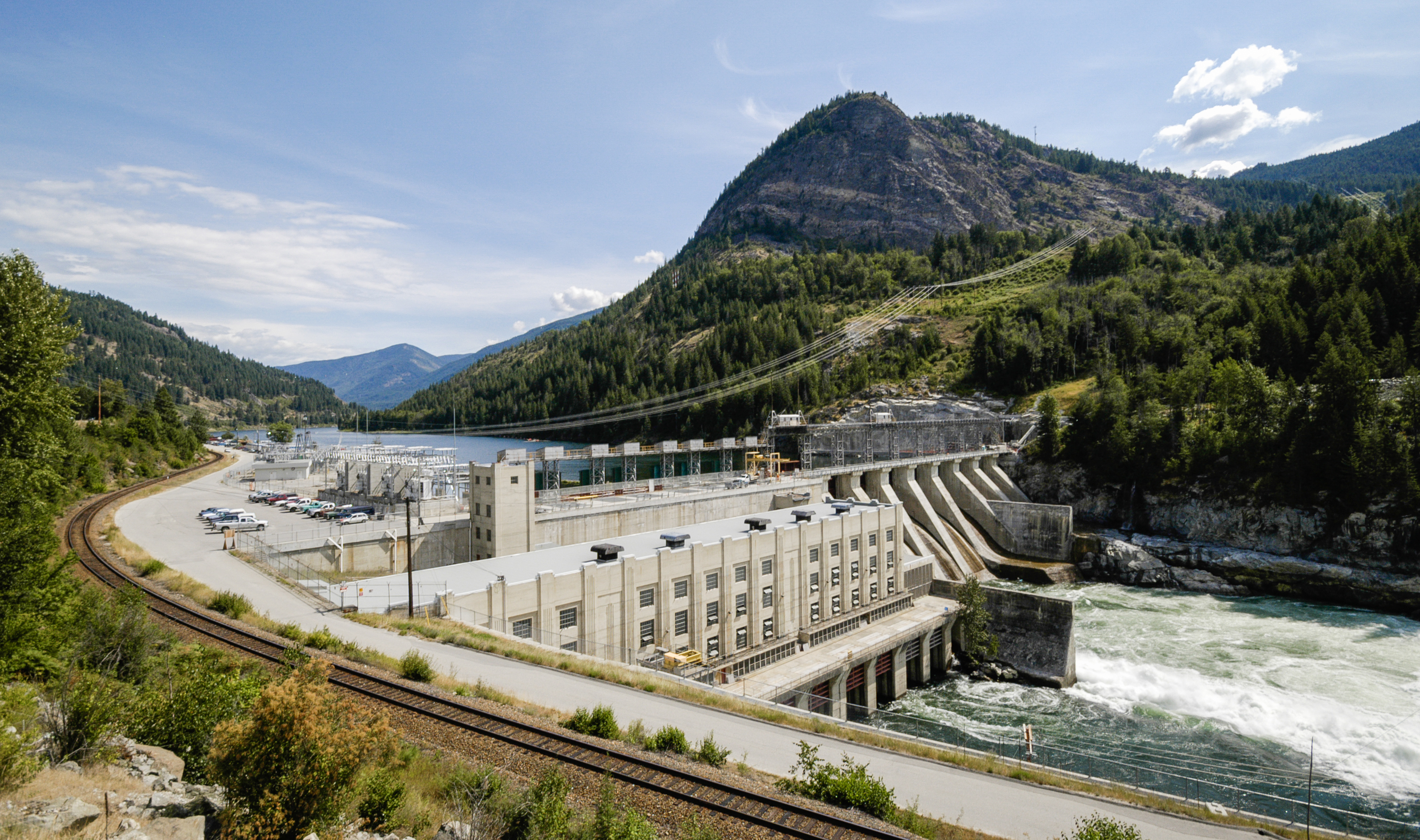
Brilliant Dam.

- Achèvement des travaux du Liard River Suspension Bridge, pont métallique suspendu au-dessus de Liard River[1].
- Juin : mise en service à Castlegar du  Brilliant Dam , barrage hydroélectrique en béton sur la Kootenay river [2].

## Naissances
- 24 décembre : Dan Miller, premier ministre de la Colombie-Britannique par intérim.